# Déjà vu (álbum de Héctor Lavoe y Willie Colón)
Déjà vu es el segundo álbum recopilatorio del dúo de salsa Willie Colón & Héctor Lavoe.

## Álbum y contexto
Lanzado en julio del año 1978 bajo el sello Fania Records, fue el segundo y último álbum recopilatorio lanzado por el dúo en su actividad, ya que más tarde Colón comenzó a formar dupla con Rubén Blades y Lavoe comenzó su carrera de solista.
El recopilatorio en cronología fue seguido por Asalto Navideño Deluxe Edition publicado en 2007 con un Lavoe ya fallecido.

## Lista de canciones
1. «Todo tiene su final» Colón, Lavoe - 5:01
2. «Sigue feliz» Colón - 4:14
3. «Ausencia» Colón, Lavoe - 5:08
4. «Aguanile» Colón, Lavoe - 6:11
5. «No me llores más» Colón, Lavoe - 5:37
6. «Soñando despierto» Colón, Lavoe - 4:05
7. «Que bien te ves» Colón, Lavoe - 3:38
8. «Te están buscando» Colón, Lavoe - 7:30

- Duración total: 41:27

Notas
1. El track «Sigue feliz» está compuesto por Carlos Manuel Román
2. El track «No me llores más» está compuesto por Lavoe, Colón y Kent Gómez

## Personal

### Músicos
- Willie Colón : trombón, voz
- Héctor Lavoe : voz

### Técnicos
- Arreglos: Mark Dimond (pista: 8), Marty Sheller (pista: 7)
- Compilación: Al Santiago
- Coordinación: Terry Borges
- Diseño: Ely Besalel
- Ingeniería: Mario Salvati
- Productor ejecutivo: Jerry Masucci
- Fotografía: Ely Besalel, Lee Marshall
- Productor y arreglos: Willie Colón